# Muraji
Muraji (連) era un antiguo título hereditario japonés que denotaba el rango y la posición política. Estaba reservado para los clanes con ocupaciones particulares. Los muraji rivalizaban con el rango de ōmi (大臣) en el poder y la posición política durante gran parte del período Kofun y a menudo estaban en conflicto con ellos por cuestiones políticas como la aceptación del budismo y cuestiones de sucesión de emperadores. Por tradición, los clanes muraji afirmaban ser descendientes de dioses mitológicos (神別氏族, shinbetsu shizoku) e incluían a clanes como el Ōtomo (大伴), el Nakatomi (中臣), el Mononobe (物部) y el Inbe (忌部).
Al igual que los omi, los muraji más poderosos añadieron el prefijo Ō (大) a muraji y se les denominó Ōmuraji (大連). Entre los ejemplos de Ōmuraji mencionados en el Nihon Shoki figuraban: Mononobe no Ikofutsu (物部伊莒弗) durante el reinado del emperador Richū, Ōtomo no Muroya (大伴室屋), Ōtomo no Kanamura (大伴金村), Mononobe no Me (物部目), Mononobe no Arakabi (物部麁鹿火), Mononobe no Okoshi (物部尾輿) y Mononobe no Moriya (物部守屋).
Cuando el sistema de kabane se reformó, a algunos de los poderosos muraji de la época se les disminuyó el rango.